# David Crowder
David Crowder (ur. 29 listopada 1971 w Texarkanie) – amerykański śpiewak, kompozytor i autor tekstów CCM. Do 2012 roku wokalista zespołu David Crowder Band, po którego rozpadzie rozpoczął karierę solową.

## Życiorys
Absolwent chrześcijańskiego Uniwersytetu Baylora w Teksasie. Zdobywca wielu nagród GMA Dove. Jego drugi album studyjny Neon Steeple pojawił się w maju 2014 roku i znalazł się w pierwszej dziesiątce listy Billboard 200. Pięciokrotnie nominowany do Nagrody Grammy.

## Dyskografia

### Albumy studyjne
- 2012 – iTunes Session
- 2014 – Neon Steeple
- 2016 – American Prodigal
- 2018 – I Know a Ghost

### Single
- 2013 – I Am
- 2014 – Come As You Are
- 2015 – Lift Your Head Weary Sinner (Chains)
- 2016 – Run Devil Run
- 2016 – My Victory
- 2017 – Forgiven
- 2017 – Back to the Garden
- 2017 – All My Hope (z Tauren Wells)
- 2018 – Red Letters
- 2018 – Wildfire
- 2019 – Let It Rain (Is There Anybody) (z Mandisa)
- 2020 – I’m Leaning On You (z Riley Clemmons)